# سبزک کهتر
سبزک کهتر (نام علمی: Hylophilus decurtatus) نام یک گونه از سرده جنگل‌دوست‌ها است.